# جان نيكوت
جان نيكو دي فيلمان (بالفرنسية: Jean Nicot de Villemain)‏ (1530-4 مايو 1604) كان دبلوماسيًا وباحثًا فرنسيًا. اشتهر بكونه أول من جلب التبغ إلى فرنسا، بما في ذلك تبغ السعوط. تمت تسمية النيكوتين على اسم نبات التبغ Nicotiana tabacum والذي سمي بدوره على اسم Jean Nicot de Villemain، الذي أرسل التبغ والبذور إلى باريس عام 1560، وقدمها إلى الملك الفرنسي، والذي روج لاستخدامها الطبي. كان يعتقد أن التدخين يقي من المرض، وخاصة الطاعون.